# Alan Grover
Alan Geoffrey Grover, född 24 september 1944 i Sydney, New South Wales, död 12 maj 2019, var en australisk roddare.
Grover blev olympisk silvermedaljör i åtta med styrman vid sommarspelen 1968 i Mexico City.